# Pseudobuliminella
Pseudobuliminella es un género de foraminífero bentónico de la familia Virgulinellidae, de la superfamilia Fursenkoinoidea, del suborden Buliminina y del orden Buliminida. Su especie tipo es Pseudobuliminella triserialis. Su rango cronoestratigráfico abarca desde el Ypresiense (Eoceno inferior) hasta el Luteciense (Eoceno medio).

## Discusión
Clasificaciones previas incluían Pseudobuliminella en el suborden Rotaliina del orden Rotaliida.

## Clasificación
Pseudobuliminella incluye a las siguientes especies:
- Pseudobuliminella triserialis